# Бердигестях
Бердигестя́х (на руски: Бердигестях; на якутски: Бэрдьигэстээх) е село в Якутия, Русия. Разположено е на брега на река Мата, на около 155 km западно от Якутск. Административен център е на Горни улус. Към 2010 г. има население от 6462 души.

## История
Селото е основано през 1931 г.

## Население
| 1959 | 1970 | 1979 | 1989 | 2002 | 2010 |
| ---- | ---- | ---- | ---- | ---- | ---- |
| 1665 | 2968 | 4004 | 5030 | 6149 | 6462 |

## Икономика
В селото се произвеждат млечни и месни продукти. Има малко летище, което се използва от самолети Ан-2.

## Култура
Селото разполага с местен исторически музей, музей на Втората световна война, гимназия, средно училище, спортно, хореографско и музикално училища.

## Галерия
- Централанта улица на Бердигестях.
- На влизане в селото.
- Център на духовността и общината в с. Бердигестях.